# Oumar Tchomogo
Oumar Tchomogo (Bohicon, 7 de gener, 1978) és un exfutbolista de Benín que jugava com a davanter. Posteriorment ha fet d'entrenador de futbol.
Formà part de la selecció de Benín a la Copa d'Àfrica de Nacions 2004 i 2008. Pel que fa a clubs, defensà els colors de diversos equips, principalment, a França i a Portugal. Entre ells podem destacar Guingamp, Vitória Setúbal i Vitória Guimarães.